# ایگناتیوس گاناگو
ایگناتیوس گاناگو (انگلیسی: Ignatius Ganago؛ زادهٔ ۱۶ فوریهٔ ۱۹۹۹) بازیکن فوتبال اهل کامرون است.
از باشگاه‌هایی که در آن بازی کرده‌است می‌توان به باشگاه فوتبال نیس اشاره کرد.
وی همچنین در تیم ملی فوتبال کامرون بازی کرده‌است.